# Pierre-Sébastien Gourlin
Pierre-Sébastien Gourlin (* 26. Dezember 1695 in Paris; † 15. April 1775 ebenda) war ein französischer Theologe und jansenistischer Schriftsteller.

## Leben
Pierre-Sébastien Gourlin widmete sich dem geistlichen Stand und studierte am Collège Sainte-Barbe, wo er eine liberalere theologische Prägung erhielt. 1718 erwarb er den akademischen Grad eines Baccalaureus der Theologie und empfing 1721 die Priesterweihe. Danach versah er mehrere untergeordnete kirchliche Ämter und kam dann als Vikar an die Kirche Saint-Benoît. Da er sich jedoch entschieden der Partei der Appellanten gegen die Constitutio Unigenitus angeschlossen hatte, verlor er nach dem 1729 erfolgten Tod des Kardinals de Noailles, Erzbischofs von Paris, seine Stelle. Hierdurch wurde er bewogen, als einer der eifrigsten Vorkämpfer der verfolgten Partei aufzutreten.
Gourlins Lehrer und Freund Laurent-François Boursier, der bisher an der Spitze der Appellanten gestanden und ihre Sache als Wortführer verfochten hatte, war alt und müde geworden und glaubte keinen besseren Nachfolger finden zu können als Gourlin. Da es damals als kluge Taktik galt, die Pfarrgeistlichkeit gegen den höheren Klerus ins Feld zu führen, begann Gourlin seine schriftstellerische Tätigkeit im Namen der Pfarrer von Sens mit der Kritik einer Pastoralinstruktion Languets, des Erzbischofs dieser Diözese (Mémoire des curés de Sens, 1732). Dieser Kritik ließ er später eine umfangreichere Schrift in 14 nacheinander erscheinenden Abschnitten folgen (Mémoire sur le catéchisme de Sens, 3 Bände, 1742–55). Darin griff er das Werk des erwähnten Prälaten und dessen Lehre an und schilderte ihn als einen gegen die Grundwahrheiten der christlichen Religion verstoßenden Neuerer. Zugleich appellierte er bezüglich dessen Behauptungen sowie der Constitution Unigenitus in einer besonderen Schrift an ein künftiges allgemeines Konzil (Acte d’appel de la constitution Unigenitus et du nouveau catéchisme donné par M. Languet, archevêque de Sens, au futur concile général, interjeté par plusieurs curés, chanoines et autres ecclésiastiques de la ville et du diocèse de Sens, 2 Bände, 1742–55).
Für den Erzbischof von Tours, Louis-Jacques Chapt de Rastignac, der infolge eines Streites mit den Jesuiten in das Lager der Appellanten übergegangen war, verfasste Gourlin unter der Leitung Boursiers eine Pastoralinstruktion (Instruction pastorale de Monseigneur l’archevêque de Tours sur la justice chrétienne, Paris 1749). In diese Schrift flocht er die von seiner Partei aufgestellten Glaubenssätze ein und erwies ihr damit einen wichtigen Dienst. Die Gegner leisteten aber erbitterten Widerstand und es drohte ein Streit mit schwerwiegenden Folgen, doch starb Rastignac bald darauf im Jahr 1750.
Auch durch Boursiers Tod (1749) erlitt die Partei der Appellanten einen herben Verlust. Sein Schüler Gourlin ließ indessen in rascher Folge mehrere Schriften zur Verteidigung der von ihm verfochtenen Sache erscheinen:
- Les appellants justifié, Paris 1753 (eine besondere Ausgabe von Gourlins Zusätzen zu den Jahrgängen 1750 und 1753 der Nouvelles ecclésiastiques)
- Observations importantes sur la thèse de M. l’Abbé de Prades, 1752
- De la préparation à la sainte communion
- Lettres d’un théologien à l’éditeur des œuvres posthumes de M. Petitpied, 2 Bände, Paris 1756 (diese Briefe betreffen einen Streit zwischen dem Kanonisten Petitpied und den Appellanten über die christliche Zuversicht)
- Examen d’un nouvel ouvrage de P. Berruyer, intitulé: « Réflexions sur la foi, adressées à M. l’Archevêque de Paris », 1762 (eine Schrift, die sich gegen die vom Jesuiten Isaac-Joseph Berruyer in seiner Geschichte des Volkes Gottes aufgestellten Ansichten richtet)
- Lettres à un duc et pair sur l’instruction pastorale de l’archevêque de Paris en faveur des jésuites, 1763
- Lettre d’un théologien à un évêque, député à la prochaine assemblée du clergé, 1765
- Requête d’un grand nombre de fidèles contre les actes de l’assemblée de 1765, 1765

Während dieser Zeit schrieb Gourlin auch für den ebenfalls jansenistischen Ansichten huldigenden Bischof von Soissons, Herzog François de Fitz-James, die weitläufigen Werke:
- Mandement et instruction pastorale de Monseigneur l’évêque de Soissons, portant condamnation des ouvrages de pères Hardouin et Berruyer, 2 Bände, Paris 1760
- Catéchisme et symbole résultant de la doctrine des pères Hardouin et Berruyer, 2 Bände, Avignon 1762
- Ordonnance et instruction pastorale sur les assertions de jésuites en 1762, 1762

Die derbe Behandlung der Jesuiten, die sich der Bischof oder vielmehr Gourlin, sein theologischer Ratgeber, erlaubte, erregte ungewöhnliches Aufsehen und wurde von vielen Seiten nicht gebilligt. Papst Clemens XIII. beklagte sich in einem Breve vom 15. April 1763, dem zugleich ein die bischöfliche Instruktion verdammendes Inquisitionsdekret beigefügt war, beim französischen König. Das Parlament jedoch leistete dem Bischof, in dem es eine mächtige Stütze gegen die Jesuiten gefunden hatte, kräftigen Beistand. Es bewirkte die Unterdrückung des Dekrets in Paris, Toulouse, Rouen sowie Rennes und ließ die Bischöfe von Langres, St. Pons und Sarlat, die sich in ihren Hirtenbriefen gegen dieses Verfahren auflehnten, sein Missfallen deutlich fühlen. Da aber der größere Teil der Bischöfe und der Geistlichkeit im Allgemeinen an dem von Fitz-James erregten Eklat Anstoß nahm und der wegen seiner Gelehrsamkeit hochgeachtete Abbé Nicolas Legros, der selbst zu den Appellanten gehörte, in seinem Mémoire pour prouver que l’évêque de Soissons a passé les bornes de l’enseignement épiscopal (1764) die Übertreibungen der Instruktion zur allgemeinen Kenntnis brachte, so ernannte der König, der vielen Klagen überdrüssig, eine aus vier Bischöfen bestehende Prüfkommission. Aufgrund mehrerer von Gourlin im Namen des angeklagten Bischofs an sie gerichteter Denkschriften sowie vor allem aus Rücksicht gegen das Ministerium, das einen so entschiedenen Gegner der damals in Ungnade gefallenen Jesuiten nicht im Stich lassen wollte, gab diese geistliche Kommission einen für Fitz-James so günstigen Bericht ab, dass der König ihn in seiner Antwort an den Papst entschuldigte. Nichtsdestoweniger wurde Gourlins Werk Collazione del simbolo niceno .../Catechisme et symbole ..., das sowohl in italienischer, als auch in französischer Sprache erschienen war, 1764 durch die Glaubenskongregation auf den Index gesetzt. Weitere Werke Gourlins wurden nach seinem Tod ebenfalls indiziert: Institution et instruction chrétienne ... (1783), Educazione ed istruzione cristiana ... (1793), Istruzione generale sulle verità cristiane ... (1827).
Nach dem Tod von Fitz-James (1764), durch den weitere Schritte unnötig wurden, fand Gourlin einen anderen Gönner am Bischof von Alais, Jean-Louis du Buisson de Beauteville. Für diesen arbeitete er sogleich eine Ordonnance et instruction pastorale de Monseigneur l'évêque d’Alais, au sujet des « Assertions extraites des livres, thèses et cahiers des soi-disant jésuites » (Alais 1764) aus, die dem Prälaten aber großen Verdruss und empfindliche Kränkungen zufügte. Gourlin verteidigte ihn zwar energisch gegen die Angriffe mehrerer Bischöfe und gegen die Versammlung der Geistlichkeit im Jahr 1765, die sich gegen Beautevilles Ansichten erklärte. Der Streit scheint aber auf seinem Gönner bis zu dessen Tod (1776) schwer gelastet zu haben.
Gegen Ende seines Lebens suchte Gourlin seine Ansichten auf eine gelindere und feinere Weise in dem auch unter dem Namen Catéchisme de Naples bekannten Buch Institution et instruction chrétienne, dédiée à la reine des Deux-Siciles (3 Bände, Paris 1776) zu verbreiten. Diese Absicht wurde auch hauptsächlich durch den vom Abbé de Hautesage geschickt verfertigten Auszug Abrégé de l’institution et instruction chrétienne (Paris 1785 und 1792) erreicht.
Der Verfasser dieses Katechismus führte außer seinen zahlreichen Arbeiten die Aufsicht über die Redaktion der Nouvelles ecclésiastiques und besorgte vorzugsweise den auf die dogmatische Theologie bezüglichen Teil. Als Gourlin im Sterben lag, wurden ihm die Sterbesakramente verweigert; sie mussten ihm aber auf Befehl des Parlaments erteilt werden. Er starb am 15. April 1775 im Alter von 79 Jahren in Paris und hinterließ ein vollständig ausgearbeitetes Werk über die Gnade, das der Abbé Bon. Fr. Pelvert, sein Freund, nach dem letzten Willen des Verstorbenen nochmals durchsah und unter dem Titel Tractatus theologicus de gratia Christi Salvatoris, ac de praedestinatione sanctorum, in sex libros distributus (3 Bände, 1781) herausgab. Gourlin selbst ist auch der Herausgeber des von dem Oratorianer Antoine-Martin Roche verfassten Traité de la nature de l’âme et de l’origine de ses connaissances contre le système de Locke (2 Bände, Amsterdam 1759) und beteiligte sich eifrig an allen von seinen Glaubensgenossen veröffentlichten Schriften. Er genoss deshalb in seiner von kirchlichen Streitigkeiten heftig bewegten Zeit einen bedeutenden Ruf, geriet aber später in Vergessenheit.